# Villa Frescati
Villa Frescati är en byggnad belägen i Frescati, Stockholm inom Nationalstadsparken. Villan uppfördes åren 1791-1792, efter ritningar av Louis Jean Desprez som Gustaf Mauritz Armfelts sommarnöje vid Brunnsvikens östra sida mitt emot Gustav III:s paviljong. Numera ligger Villa Frescati inklämd mellan Roslagsbanan och Kungliga Vetenskapsakademien.

## Historik
Gustaf Mauritz Armfelt (1757-1814) var en hovman, militär och Gustav III’s gunstling. År 1791 donerade Gustav III ett landområde på östra sidan av Brunnsviken till Armfelt. Området som kallades Ulriksdals storäng fick namnet Frescati, inspirerad av Gustav III:s italienresa, där även Armfelt hade varit med. Armfelt lär ha yttrat följande om villan: ”cette petite folies”, ”denna lilla galenskap”. Ursprungligen var det tänkt att uppföra ett badhus vid Brunnsvikens strand och flera utkast gjordes. Dessa idéer stannade dock på pappret men påverkade den slutgiltiga utformningen av byggnaden.
På en av arkitekt Louis Jean Desprez' panoramavyer över Brunnsviken ser man hur byggnaden skulle gestaltas. Desprez ritade en nyklassisk villa med trappor som ledde ner till Brunnsvikens vatten. Gustav III gillade tanken att färdas den korta sträckan från Hagaparken över vattnet (förmodligen i sin galär Lyckans tempel) till sin gunstling Armfelt, där byggnaden skulle uppföras i en skyddad vik. Men Armfelt lät bygga sin villa längre upp på stranden, vid ett mindre fuktigt läge.
Armfelt bodde aldrig i sin villa på Frescati, när villan var färdigbyggd hade Gustav III mördats och Armfelt flytt landet. Från Armfelts tid finns dock stenfundamentet till en obelisk kvar. Denna obelisk skulle få sin pendang i Hagaparken (se Hagaparkens obelisk). Obelisken i Hagaparken kom aldrig till utförande, men den på Frescati byggdes bakom Koppartälten och blev sedan flyttad till Frescati. Det blev en obelisk i trä och det var en fullskalemodell för Obelisken i Stockholm som sedermera placerades på Slottsbacken. Överdelen har numera ruttnat bort, bara fundamentet av gråsten finns kvar på Frescatiberget.
Villa Frescati har medverkat i SVT:s underhållningsprogram Bäst i test som hade premiär 2017. Det refereras i programmet som ”testhuset” då deltagarna utför olika utmaningar i och kring villan.

## Bildgalleri

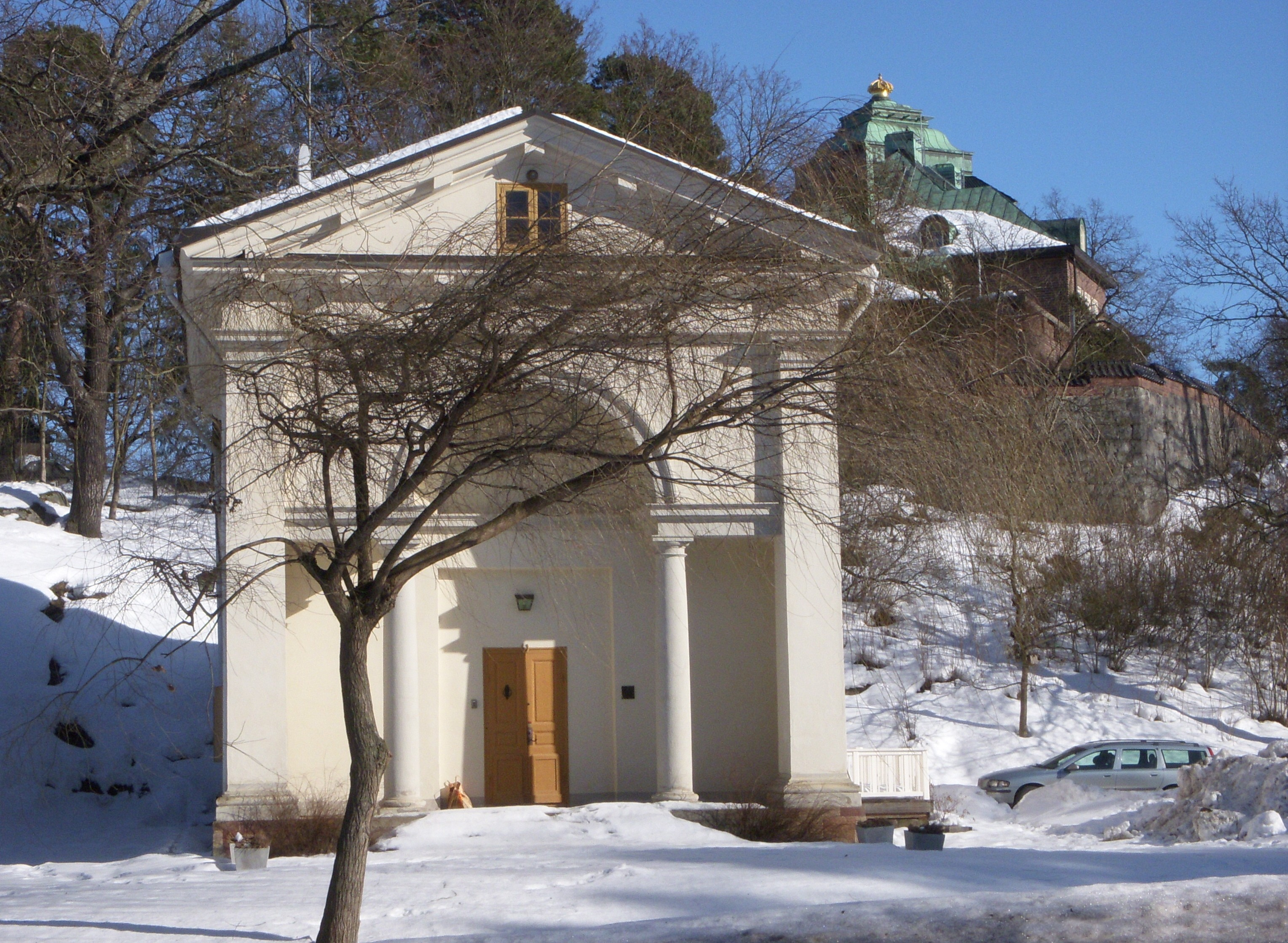
Villa Frescati 2010
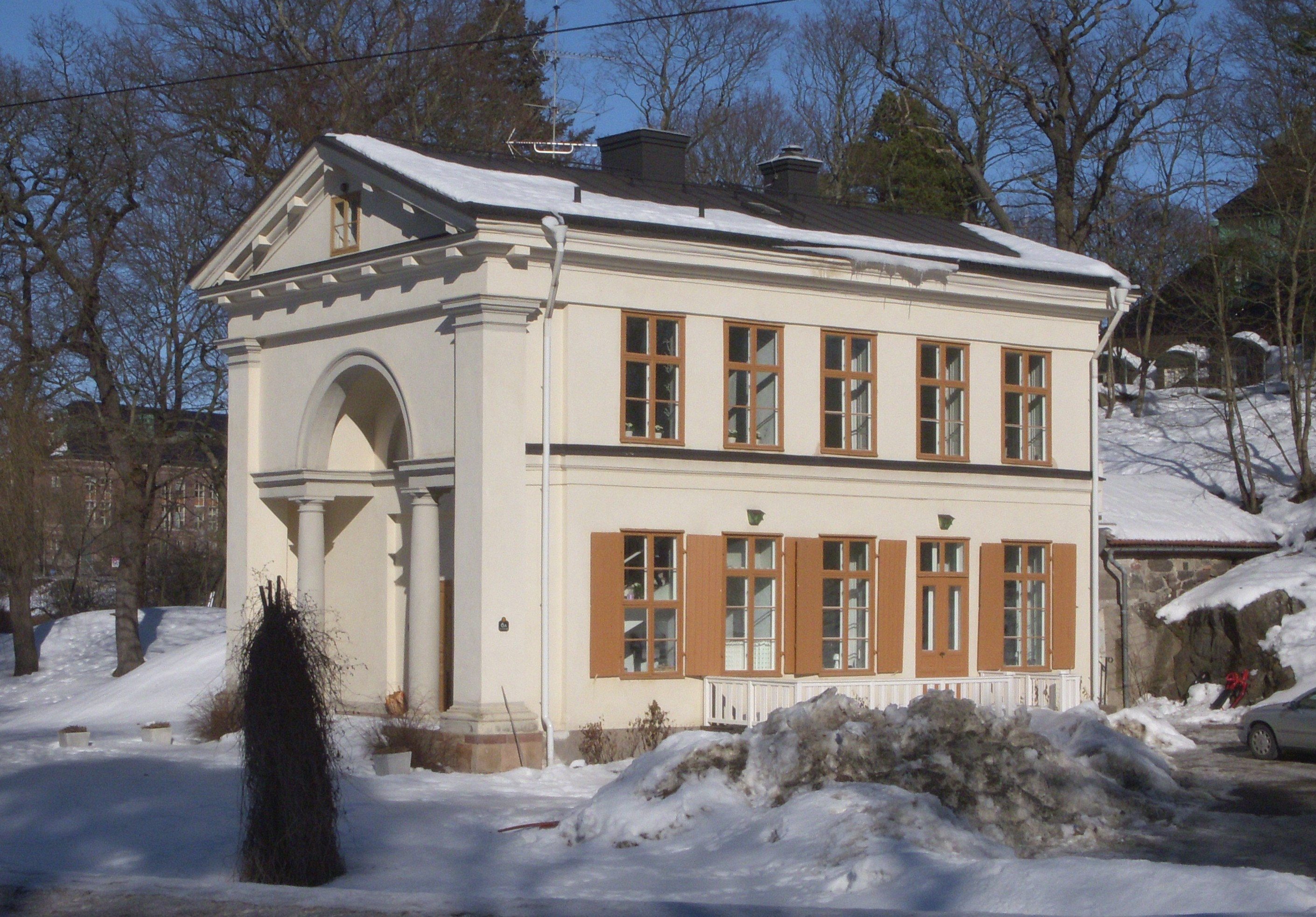
Villa Frescati 2010
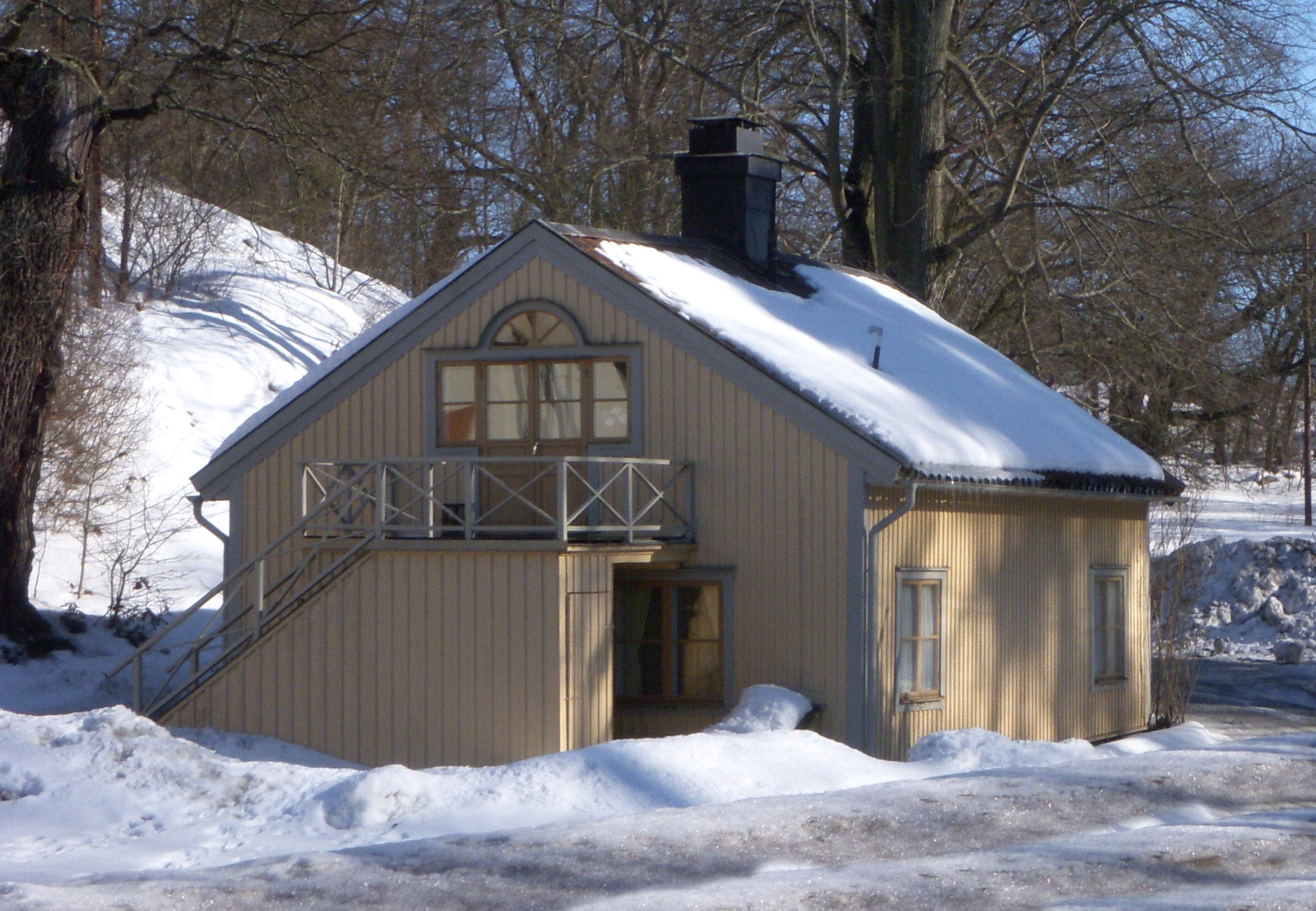
Uthuset
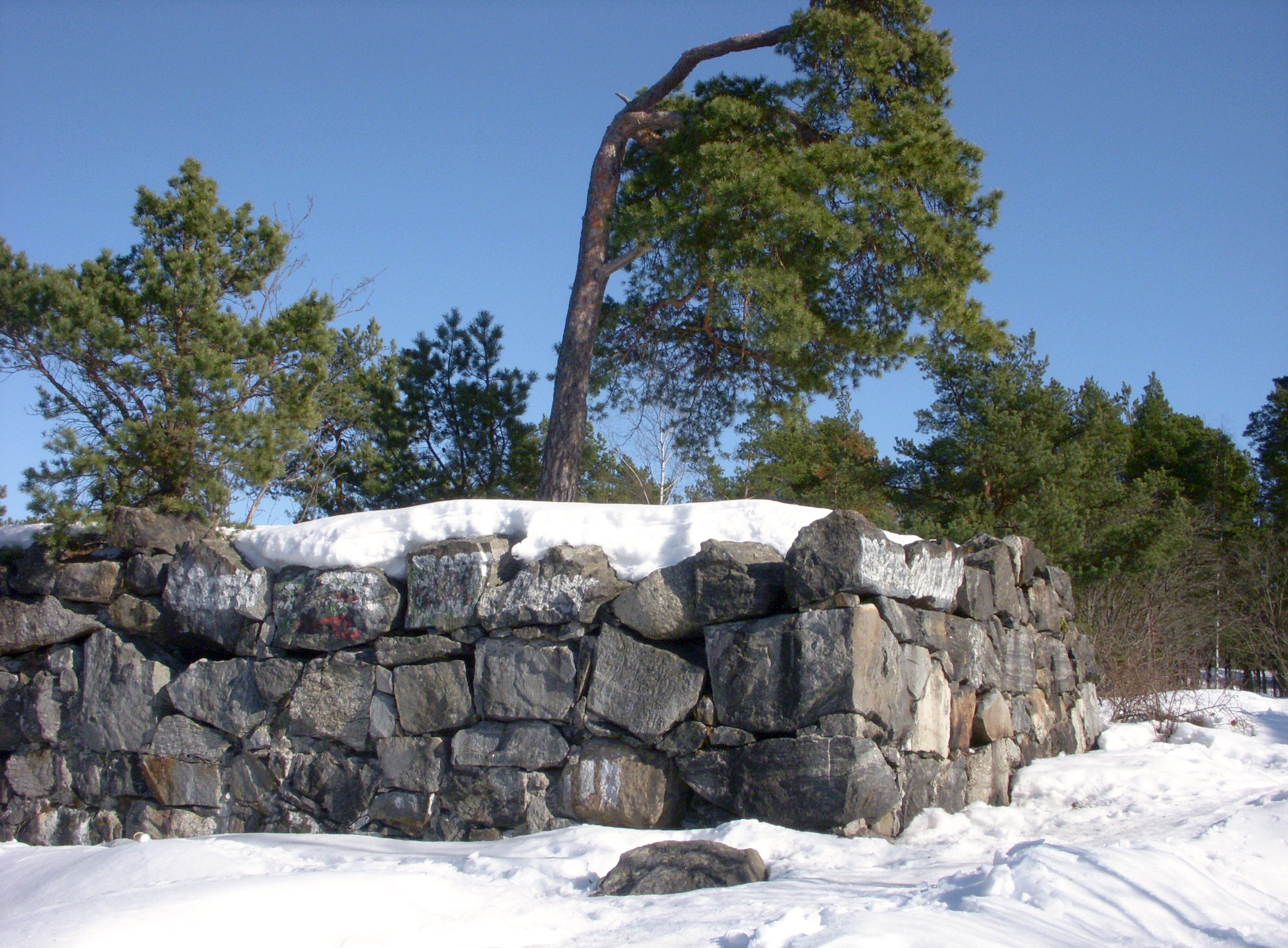
Obeliskfundamentet